# Allison Schroeder
Aliison Schroeder – amerykańska scenarzystka i producentka filmowa.

## Życiorys
Schroeder ukończyła Melbourne High School na Florydzie. Po ukończeniu szkoły Allison odbyła staż w NASA, gdzie pracowali jej dziadkowie. Na Uniwersytecie Stanforda studiowała ekonomię i po dwóch latach pracy jako konsultantka przeszła na Uniwersytet Południowej Kalifornii, aby uzyskać tytuł magistra sztuk pięknych w programie produkcji filmowej.

## Kariera
Allison rozpoczęła swoją karierę jako scenarzystka na planie serialu 90210 i współtworzyła dwa filmy telewizyjne. W 2014 roku producentka Donna Gigliotti zatrudniła Schroeder do napisania scenariusza do Ukryte działania. Za scenariusz tego filmu Allison wygrała nagrodę Humanitas i Veritas.
W 2019 roku Schroeder otrzymała zlecenie napisania scenariusza do filmu Minecraft: Film, który jest adaptacją gry komputerowej o tym samym tytule. Światowa premiera odbyła się 3 kwietnia 2025 roku, a w Polsce dzień później.

## Życie prywatne
W 2016 roku Allison poślubiła pisarza Aarona Brownsteina. W tym samym roku na świat przyszła ich córka, Emily.

## Filmografia

### Filmy i telewizja
| Rok       | Tytuł                              | Tytuł oryginalny                   | Pracowała jako | Pracowała jako | Uwaga                                                                   | Źr.    |
| Rok       | Tytuł                              | Tytuł oryginalny                   | Scenarzystka   | Inna           | Uwaga                                                                   | Źr.    |
| --------- | ---------------------------------- | ---------------------------------- | -------------- | -------------- | ----------------------------------------------------------------------- | ------ |
| 2007      | Jay and Seth Versus the Apocalypse | Jay and Seth Versus the Apocalypse | Nie            | Tak            | Ekipa konstrukcyjna planu filmowego                                     | [ 12 ] |
| 2007–2008 | Tajemnice Smallville               | Smallville                         | Nie            | Tak            | Asystentka produkcji 15 odcinków                                        | [ 4 ]  |
| 2008      | Boski chillout                     | Pineapple Express                  | Nie            | Tak            | Asystenkta produkcji                                                    | [ 13 ] |
| 2008      | 90210                              | 90210                              | Tak            | Nie            | Współautor                                                              | [ 5 ]  |
| 2008      | Victoria’s Secret Fashion Show     | Victoria’s Secret Fashion Show     | Nie            | Tak            | Koordynatorka pokazu                                                    | [ 13 ] |
| 2011      | Wredne dziewczyny 2                | Mean Girls 2                       | Tak            | Nie            | Film telewizyjny Współautorka                                           | [ 5 ]  |
| 2012      | Free Samples                       | Free Samples                       | Nie            | Tak            | Specjalne podziękowania                                                 | [ 14 ] |
| 2015      | Guidance                           | Guidance                           | Tak            | Nie            | Serial internetowy                                                      | [ 13 ] |
| 2016      | Ukryte działania                   | Hidden Figures                     | Tak            | Nie            | Współautorka                                                            | [ 5 ]  |
| 2018      | Krzysiu, gdzie jesteś?             | Christopher Robin                  | Tak            | Nie            | Współautorka                                                            | [ 9 ]  |
| 2019      | Kraina lodu II                     | Frozen II                          | Tak            | Tak            | Dodatkowy materiał scenariuszowy Niewymieniony autor ścieżki dźwiękowej | [ 9 ]  |
| 2023      | Misja Stone                        | Heart of Stone                     | Tak            | Nie            | Współautorka                                                            | [ 15 ] |
| 2025      | Minecraft: Film                    | A Minecraft Movie                  | Tak            | Nie            | Współautorka                                                            | [ 9 ]  |